# .bangla
.বাংলা (romanitzat com a .bangla) és un domini de primer nivell territorial d'internet secundari per a Bangladesh (on .bd n'és el primari). Aquest domini està pensat per a enllaços web en llengua bengalí.
বাংলা es translitera com a bangla, però les adreces web que utilitzin .bangla apareixeran com a «.বাংলা». Està administrat pel Ministeri de Correus, Telecomunicacions i Tecnologies de la Informació de Bangladesh.
.বাংলা va ser introduït l'any 2011, però no va ser delegat a la Bangladesh Telecommunications Company fins al 2016, el que significa que el procés de definició de subdominis podria començar aleshores.
Des del 16 de desembre del 2016, la inscripció de subdominis .বাংলা està disponible per a tothom.